# Nyctanolis pernix
Genre
Espèce
Statut de conservation UICN

 EN B1ab(iii) : En danger
Nyctanolis pernix, unique représentant du genre Nyctanolis, est une espèce d'urodèles de la famille des Plethodontidae.

## Répartition
Cette espèce se rencontre entre 1 200 et 1 610 m d'altitude :
- au Guatemala sur les pentes Nord-Est de la sierra de los Cuchumatanes et dans la sierra de las Minas ;
- au Mexique dans le parc national Lagunas de Montebello dans l'État du Chiapas.

## Description
Nyctanolis pernix mesure environ 150 mm dont 80 mm pour la queue. Son dos est noir avec des taches pourpres, orange, jaune clair et crème. Sa queue est fine et cylindrique.

## Publication originale
- Elias & Wake, 1983 : Nyctanolis pernix, a new genus and species of plethodontid salamander from northwestern Guatemala and Chapas, Mexico in Rhodin & Miyata, 1983 : Advances in Herpetology and Evolutionary Biology. Essays in Honor of Ernest E. Williams. Museum of Comparative Zoology, Harvard University, p. 1-12 (texte intégral).